# 李唐裔
李唐裔（1621年—1688年），字碩果，山東栖霞縣西林村人，清朝政治人物。

## 生平
順治二年（1645年）舉乙酉科山東鄉試，順治三年（1646年）聯登丙戌科進士，顺治四年，授陕西平凉府推官。顺治十一年，任兵部督捕主事。顺治十四年，升任兵部员外郎、郎中。康熙三年，任礼科给事中，任内弹劾鳌拜，后因鳌拜报复，辞职归乡。鳌拜被杀后，屡荐不任。